# Jens Lillelund
Jens Lillelund (22. oktober 1904 i Lime, Randers Amt – 10. juli 1981 i Gentofte) var en dansk frihedskæmper under besættelsen.
Lillelunds forældre var gårdmand Jens Peter Lillelund og hustruen Lavra Kristine Nielsen, som boede på Bondehavegaard.
I slutningen af 1942 kom Lillelund ind i illegalt arbejde med dæknavnet Finsen/Finn sammen med ligesindede – kredsen omkring radioforhandler Carl Munck
"Stjerneradio" i Istedgade. I begyndelsen af september 1943 blev gruppen så hårdt trængt, at dens mest aktive medlemmer måtte flygte til Sverige.
Jens Lillelund, som havde haft kontakt med gruppen og deltaget i enkelte aktioner, tog arven op og fik dannet en ny gruppe. Han var medlem af Holger Danske og stod for sprængningen af Forum (1943) og B&W (1944).
Efter 2. verdenskrig startede han firmaet Jens Lillelund & Co. A/S.
Begravet på Ordrup Kirkegård.

## Ordener
- Medal of Freedom (1948)[2][3][4]
- Kong Christian X's Erindringsmedalje for Deltagelse i Krigen 1940-45